# Lepidorhynchus denticulatus
Lepidorhynchus denticulatus es una especie de pez de la familia Macrouridae en el orden de los Gadiformes.

## Morfología
• Los machos pueden llegar alcanzar los 55 cm de longitud total.

## Depredadores
En Australia es depredado por Cyttus Traversi ,Macruronus novaezelandiae , mientras que en Nueva Zelanda forma parte de la dieta de  Micromesistius australis y Genypterus blacodes .

## Hábitat
Es un pez de aguas profundas que vive entre 180-1000 m de profundidad.

## Distribución geográfica
Se encuentra al sur de Australia y Nueva Zelanda.